# صدف‌های دوکفه‌ای حبه‌ای
صدف‌های دوکفه‌ای حبه‌ای (نام علمی: Pisidium) نام یک سرده از تیره ناخنی‌صدفان است.